# Christian Ankowitsch

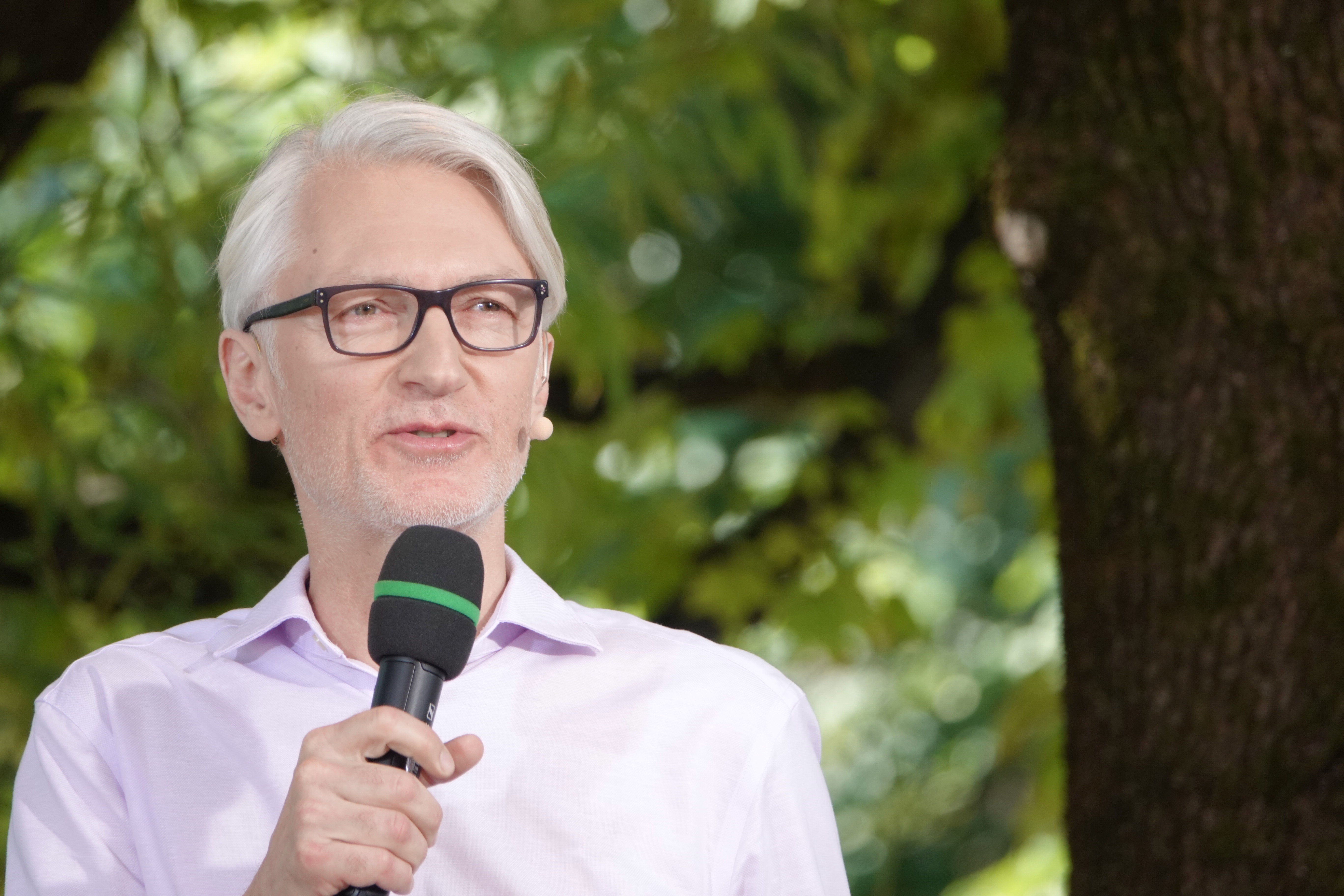
Christian Ankowitsch beim Ingeborg-Bachmann-Preis 2022

Christian „Anko“ Ankowitsch (* 20. Juli 1959 in Klosterneuburg) ist ein österreichischer Journalist, Fernsehmoderator und Schriftsteller.

## Leben
Ankowitsch wuchs in der Steiermark auf, studierte Kunstgeschichte und Geschichte in Graz und Hamburg und promovierte in Graz über das Thema „Abstraktion und Geheimlehren. Zur Genese der neuplastizistischen Theorie und Malerei Piet Mondrians“ zum Dr. phil.
Seit 1978 arbeitet Ankowitsch als Journalist. Er war von 1978 bis 1981 freier Mitarbeiter bei der Kleinen Zeitung (Graz), von 1983 bis 1987 beim Falter (Wien) und von 1988 bis 1993 bei Der Standard (Wien). Von 1993 bis 2001 arbeitete er für Die Zeit (Hamburg), bei der er von 1996 bis 1999 Leiter der Online-Redaktion war. In den Jahren 2000 und 2001 leitete er gemeinsam mit einem Kollegen das Ressort „ZEITLeben“ in Berlin. Seitdem ist er als freier Journalist und Buchautor tätig.
Ankowitsch gründete 1999 gemeinsam mit Tex Rubinowitz das Internetforum Höfliche Paparazzi. Er stand als Quelle für kuriose und unglaubliche Fakten in den beiden Comedy-Rate-Shows Besserwisser – Die große Show des unnützen Wissens und Noch Besserwissen – Die große Show des unnützen Wissens, beide bei ProSieben, zur Verfügung und löste die Fragen auf.
Im Oktober 2008 präsentierte Christian Ankowitsch die tägliche Video-Show Dr. Ankos 365, in der er historische Themen des Tages auf unterhaltsame Weise erklärte. Die Videos waren auf den Websites von bild.de, welt.de, morgenpost.de, wissen.de und sevenload zu sehen. Auf letzteren beiden Online-Medien sind sie es heute noch. Eine Fortsetzung wurde in Aussicht gestellt, aber bisher nicht realisiert.
Am 14. März 2011 moderierte Ankowitsch zum ersten Mal die Literatursendung les.art des ORF, die viermal im Jahr auf ORF 2 ausgestrahlt wird. Von 2013 bis 2022 moderierte Christian Ankowitsch die Jurydiskussionen beim Ingeborg-Bachmann-Preis, ab 2015 gemeinsam mit Zita Bereuter, in den Jahren 2021 und 2022 mit Cécile Schortmann. Mit der Ausgabe 2023 soll ihm Peter Fässlacher als Moderator nachfolgen.
Er gehört zu den Mitgründern des PEN Berlin.
Ankowitsch lebt mit seiner Familie in Berlin-Charlottenburg.

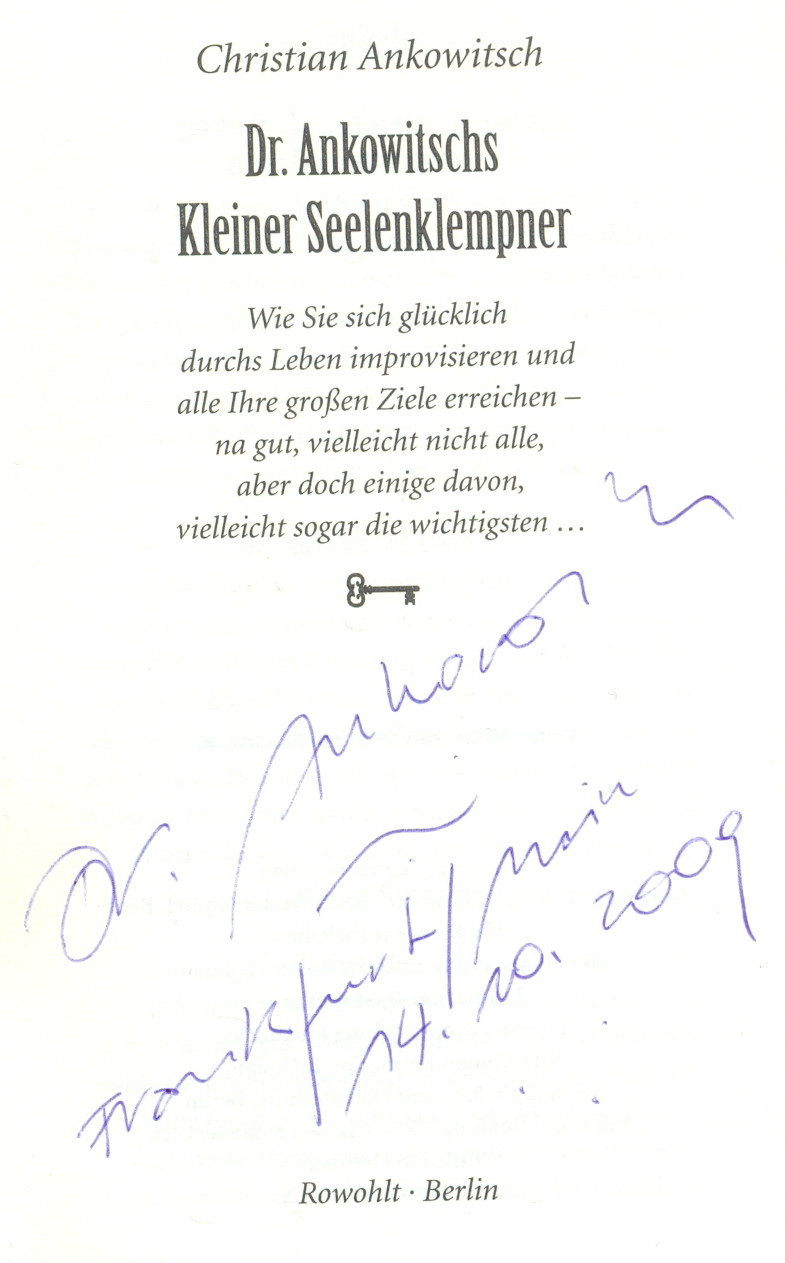
Autograph

## Auszeichnungen
- 2019: Verleihung des Berufstitels Professor[7][8]

## Werke
- In der Nähe von Fensterplätzen. Novelle, Ritter Verlag, Klagenfurt 1989, ISBN 3-85415-064-4.
- Briefe aus dem Bergwerk der ZEIT. Glossen (www.zeit.de), S. Fischer Verlag, Frankfurt am Main 1998. (Hrsg.), ISBN 3-596-14095-1.
- Weitere Briefe aus dem Bergwerk der ZEIT. Glossen, Fischer Taschenbücher, Frankfurt/M. 1998. (Hrsg.), ISBN 3-596-14128-1
- Alles Bonanza!. Ein Album der 70er Jahre, Böhlau, Wien 2000. (Hrsg.), ISBN 3-205-99249-0.
- Es geht voran! Ein Album der 80er Jahre, Böhlau, Wien 2002. (Hrsg.), ISBN 3-205-99318-7.
- Generation Emotion. Die Zukunft der Gefühle und wie sie uns steuern, Berlin TB Verlag, 2002, ISBN 3-8333-0169-4.
- mit Tex Rubinowitz: Wie Franz Beckenbauer mir einmal viel zu nahe kam. Höfliche Paparazzi und ihre Begegnungen mit Prominenten, Eichborn Verlag, Frankfurt am Main 2004, ISBN 3-8218-5558-4.
- mit Bettina Schneuer: Von mir hat er das nicht!. Ein Elternratgeber, Droemer Knaur, München 2005, ISBN 3-426-27317-9.
- mit Cosima Schneider (Gestaltung): Dr. Ankowitschs kleines Konversations-Lexikon. Eine Sammlung wichtigen Wissens, Eichborn, Frankfurt/M. 2004, ISBN 3-8218-4895-2.
- Dr. Ankowitschs kleines Universalhandbuch, mit Elisabeth Gronau. Eine Sammlung wichtiger Ratschläge, Eichborn, Frankfurt/M. 2005, ISBN 3-8218-4931-2.
- Dr. Ankowitschs Illustriertes Hausbuch, mit Elisabeth Gronau. Eine Sammlung interessanter Bilder und Illustrationen, Eichborn, Frankfurt/M. 2006, ISBN 3-8218-4960-6.
- Das Gute und das Fiese. Besser leben mit SpongeBob Schwammkopf. Philosophische Erörterung über das Leben, dargestellt mit Beispielen aus SpongeBob-Schwammkopf-Folgen, Booklett, Berlin, ISBN 3-940153-06-0.
- Wir Jungs. Ein Handbuch für Väter, Söhne und andere Abenteurer. Kunstmann, München 2008, ISBN 978-3-88897-535-6.
- Dr. Ankowitschs kleiner Seelenklempner. Wie Sie sich glücklich durchs Leben improvisieren und alle Ihre großen Ziele erreichen - na gut, vielleicht nicht alle, sondern ein paar, vielleicht sogar die wichtigsten ... Ein Handbuch über die Kunst des Durchwurstelns. Rowohlt, Berlin 2009, ISBN 3-87134-648-9.
- Frankfurt? Frankfurt! Eine Liebeserklärung an die Stadt am Main. Societäts-Verlag, Frankfurt/Main, ISBN 3-7973-1148-6.
- mit Manfred Stelzig: Oh Tannentrauma: Wie Weihnachten wieder wundervoll wird. Ecowin, Salzburg 2010, ISBN 3-902404-98-1.
- Mach's falsch, und du machst es richtig: Die Kunst der paradoxen Lebensführung. Rowohlt, Berlin 2011, ISBN 3-87134-711-6.
- Warum Einstein niemals Socken trug: Wie scheinbar Nebensächliches unser Denken beeinflusst, Rowohlt, Berlin 2015, ISBN 978-3-87134-793-1
- Die Kunst, einfache Lösungen zu finden, Rowohlt, Berlin 2018, ISBN 978-3-7371-0010-6.